# Mougon-Thorigné
Mougon-Thorigné es una comuna nueva francesa situada en el departamento de Deux-Sèvres, de la región de Nueva Aquitania.

## Historia
Fue creada el 1 de enero de 2017, en aplicación de una resolución del prefecto de Deux-Sèvres de 29 de noviembre de 2016 con la unión de las comunas de Mougon y Thorigné, pasando a estar el ayuntamiento en la antigua comuna de Mougon.

## Demografía
| Gráfica de evolución demográfica de Mougon-Thorigné entre 1800 y 2013 |
|                                                                       |

Los datos entre 1800 y 2013 son el resultado de sumar los parciales de las dos comunas que forman la nueva comuna de Mougon-Thorigné, cuyos datos se han cogido de 1800 a 1999, para las comunas de Mougon y Thorigné de la página francesa EHESS/Cassini. Los demás datos se han cogido de la página del INSEE.

## Composición
| Comuna delegada | Código INSEE | Población (2013) | Superficie (km²) | Densidad (hab./km²) |
| --------------- | ------------ | ---------------- | ---------------- | ------------------- |
| Mougon          | 79185        | 2102             | 21.29            | 99                  |
| Thorigné        | 79327        | 1288             | 18.26            | 71                  |